# Mönchbatyn Urantsetseg
Mönchbatyn Urantsetseg (mongoliska: Мөнхбатын Уранцэцэг), född 14 mars 1990, är en mongolisk judoutövare.
Urantsetseg tog brons i extra lättvikt vid olympiska sommarspelen 2020 i Tokyo. Hon har även tävlat i samma gren vid OS 2012 i London och OS 2016 i Rio de Janeiro.